# Casually Dressed and Deep in Conversation
Albums de Funeral for a Friend
Hours
(2005)
Singles
1. Juneau
Sortie : 2003
2. She Drove Me to Daytime Television
Sortie : 2003
3. Escape Artists Never Die
Sortie : 2004

Casually Dressed & Deep in Conversation est le premier album du groupe gallois de post-hardcore Funeral for a Friend, publié le 20 octobre 2003, par Atlantic Records, Mighty Atom Records et Ferret Records.

## Liste des chansons
Toutes les chansons sont écrites et composées par Funeral for a Friend.
| No  | Titre                              | Durée |
| --- | ---------------------------------- | ----- |
| 1.  | Rookie of the Year                 | 3:01  |
| 2.  | Bullet Theory                      | 3:53  |
| 3.  | Juneau                             | 3:38  |
| 4.  | Bend Your Arms to Look Like Wings  | 4:21  |
| 5.  | Escape Artists Never Die           | 5:18  |
| 6.  | Storytelling                       | 3:35  |
| 7.  | Moments Forever Faded              | 4:25  |
| 8.  | She Drove Me to Daytime Television | 3:36  |
| 9.  | Red Is the New Black               | 5:15  |
| 10. | Your Revolution Is a Joke          | 2:44  |
| 11. | Waking Up                          | 3:59  |
| 12. | Novella                            | 5:50  |